# Герц, Йосеф Цви
Йосеф Цви Герц (Джозеф Герман Герц, нем. Joseph Herman Hertz; 25 сентября 1872, Ребринь — 14 января 1946, Лондон) — главный раввин Британской империи (1913—1946), автор популярного комментария к Пятикнижию.

## Ранние годы жизни
Йосеф Герц родился в Ребрине, Венгрия (ныне — Словакия) в 1872 году в возрасте 12 лет эмигрировал в Нью-Йорк. Учился в Нью-Йоркском Сити-колледже (степень бакалавра искусств), в Колумбийском университете и в Еврейской теологической семинарии Америки (первый выпуск и смиха раввина в 1894 году).
Первую раввинскую кафедру занял в городе Сиракьюс (штат Нью-Йорк). В 1898 году перебрался в Южную Африку (Трансвааль в Витвотерсрандскую старую еврейскую общину (Йоханнесбург), где находился до 1911 года, несмотря на попытки президента Паула Крюгера выслать его за пробританские симпатии и выступления за предоставление религиозного равноправия евреям и католикам в Южной Африке. Одновременно в качестве профессора философии преподавал в Трансваальском университетском колледже (Витвотерсрандский университет).
В 1911 году вернулся в Нью-Йорк, где возглавил общину «Орах Хаим».

## Деятельность на посту главного раввина
В 1913 году Герц был назначен главным раввином Объединения еврейских общин Британской империи. На этот пост также претендовали р. Моше Хиямсон и р. Бернард Драхман. Пост главного раввина Герц занимал до смерти в 1946 году. Время его руководства отмечено жаркими спорами с различными людьми, в основном — внутри еврейской общины. Британский национальный биографический словарь называет его «воинствующе консервативным». Про него говорили, что он предпочитал разрешать разногласия спокойным диалогом после того, как все остальные средства были исчерпаны.
Несмотря на это, Герц не был повсеместно признанным раввинским авторитетом даже в Британии, возглавляемое им Объединение еврейских общин Британской империи считалось некоторыми новыми ультраортодоксальными иммигрантами, прибывшими после 1880-х годов, недостаточно ортодоксальным. Герц использовал всю имеющуюся у него силу, а равно и уговоры, чтобы распространить на них своё влияние. Восточноевропейское происхождение Герца придавало дополнительный иронический элемент этому конфликту. Доверия в ультраортодоксальной среде Герцу удалось добиться после того, как он уговорил р. Йехезеля Абрамского возглавить Лондонский бейт дин.
Кроме того, р. Герц оказывал активную поддержку религиозному сионизму в 1920—1930-е годы, когда большинство видных еврейских деятелей выступали против идеи заселения Израиля, боясь, что на диаспору посыпятся обвинения в двойной лояльности.
Р. Герц также решительно противостоял реформистскому и либеральному иудаизму, не доходя, впрочем, до личной вражды. Р. Герц также не высказывал принципиальных возражений против соблюдения траура по умершим реформистам.
Несмотря на обилие идеологических конфликтов, его выразительное красноречие, ясное письмо, огромная эрудиция и очевидная искренность снискали ему огромное уважение в глазах большинства британских евреев и неевреев. Его комментарии на Пятикнижие можно найти на полках в большинстве синагог и еврейских домов как в Великобритании, так и по всему миру.
Р. Герц был президентом Еврейского колледжа и его исполнительным директором в 1939—1945 годах. В 1922—1923 годах возглавлял Еврейское историческое общество Англии и Конференцию английских иудейских проповедников. Входил в состав совета директоров Еврейского университета в Израиле и председательствовал в правлении Института еврейских исследований университета. Был вице-президентом различных еврейских и нееврейских органов, включая Англо-Еврейскую ассоциацию, Лондонский госпиталь, Лигу союза наций, Национальный совет общественной морали и Королевский фонд моряков.
В 1942 году совместно с архиепископом Кентерберийским Уильямом Темплом основал Совет христиан и евреев по борьбе с антисемитизмом.
Одна из дочерей р. Герца вышла замуж за раввина доктора Шломо Шонфельда. Его правнучка — писательница Норина Герц.

## Реформа календаря
Своим существованием сегодняшний гражданский (григорианский) календарь обязан раввину Герцу не в меньшей степени, чем папе Григорию XIII. В 1920-е годы Лига Наций приняла решение о подготовке к переходу на новый календарь, с таким расчётом, чтобы каждый день недели в каждый год приходился на одну и ту же дату. Для этого требовалось, чтобы 1 день в обычном году и 2 — в високосном не относились бы к какой-либо неделе, а были сами по себе («день мира»), так как 365 дней — это 52 недели и 1 день. Герц осознал опасность календарной реформы. Шаббат в соответствии с иудаизмом должен быть каждые 7 дней (Бог сотворил мир за 6 дней, а на седьмой покоился от всех рукомесл, благословив и освятив его (Быт. 2:1—3). Аналогичным образом определяется и христианское воскресенье и мусульманская пятница. По предложенной реформе получалось, что 1—2 раза в год в неделе вместо 7 дней оказывается 8 и, таким образом, весь счёт нарушается. Принятие государствами-членами Лиги Наций такого календаря могло создать для верующих людей по всему миру массу сложностей. Р. Герц успешно организовал международное сопротивление и добился отказа от этой реформы.

## Труды
- Подтверждение иудаизма, сборник проповедей.
- Проповеди, обращения, исследования — трёхтомник.
- Книга еврейской мысли (1917) — неизменно популярный сборник цитат из еврейской мудрости тысячетий, выдержавший более 25 изданий.
- На шабат — лететь в Женеву?! — критика календарной реформы.
- Комментарии на Пятикнижие (1929—1936), однотомное издание — 1937, незначительно доработывалось при переиздании. Несомненно, самый известный труд р. Герца. Комментарий р. Герца, в обиходе известный как «Сончино» (по имени известного сефардского еврейского издательства в Лондоне), неоднократно издавался на русском языке, в том числе в издательстве «Гешарим (Мосты культуры)».
- Комментарии на сидур (1946).

Р. Герцу посвящены статьи в Еврейской Энциклопедии и Энциклопедии Британника.

## Награды
- Член Ордена Кавалеров Почёта (Великобритания, 1943)
- Командор Ордена Леопольда II (Бельгия)
- Медаль Колумбийского университета